# Sociale filosofie
Sociale filosofie is een deelgebied binnen de filosofie dat zich bezighoudt met de vraag naar het ontstaan, de zin en het wezen van de maatschappij. Dat wil zeggen dat zij de verhouding tussen de individuele mens en de maatschappij en haar structuren bestudeert. De sociale filosofie heeft nauwe raakvlakken met de filosofische vakgebieden ethiek en rechtsfilosofie, maar begeeft zich daarnaast op het terrein van de sociale wetenschappen en meer in het bijzonder op dat van de sociologie.
Filosofen die zich ook of uitsluitend bezighielden met sociaal-filosofische vraagstukken zijn onder meer: Plato, Aristoteles, Thomas Hobbes, Baruch Spinoza, Jean-Jacques Rousseau, Voltaire, Georg Hegel, Karl Marx, Theodor Adorno, Max Horkheimer, Herbert Marcuse, en Jürgen Habermas, en recenter Ulrich Libbrecht en Hans Achterhuis.